# 言語分離主義
言語分離主義（げんごぶんりしゅぎ、Linguistic separatism）は同じ言語の差異の範囲でしかない（とみなされる）言語ないし方言を個々の別の言語として扱う思想。言語分離主義は往々にしてナショナリズムが影響しており、ソ連領になったモルドバ共和国のモルドバ語（ルーマニア語と変わらない）やユーゴスラビアの分裂の後に分けて呼ばれるようになったセルビア語、クロアチア語などに見られる。